# Autochloris completa
Autochloris completa är en fjärilsart som beskrevs av Walker 1854. Autochloris completa ingår i släktet Autochloris och familjen björnspinnare. Inga underarter finns listade i Catalogue of Life.